# 4e étape du Tour d'Espagne 2013
La 4e étape du Tour d'Espagne 2013 s'est déroulée le mardi 27 août 2013, entre Lalín et Finisterre sur une distance de 189 km.

## Résultats

### Classement de l'étape
| Classement de la 4e étape | Classement de la 4e étape | Classement de la 4e étape | Classement de la 4e étape | Classement de la 4e étape |
|                           | Coureur                   | Pays                      | Équipe                    | Temps                     |
| ------------------------- | ------------------------- | ------------------------- | ------------------------- | ------------------------- |
| 1er                       | Daniel Moreno             | Espagne                   | Katusha                   | en 4 h 37 min 47 s        |
| 2e                        | Fabian Cancellara         | Suisse                    | RadioShack-Leopard        | m.t                       |
| 3e                        | Michael Matthews          | Australie                 | Orica-GreenEDGE           | m.t                       |
| 4e                        | Gianni Meersman           | Belgique                  | Omega Pharma-Quick Step   | m.t                       |
| 5e                        | Bauke Mollema             | Pays-Bas                  | Belkin                    | m.t                       |
| 6e                        | Edvald Boasson Hagen      | Norvège                   | Sky                       | m.t                       |
| 7e                        | Rinaldo Nocentini         | Italie                    | AG2R La Mondiale          | m.t                       |
| 8e                        | Warren Barguil            | France                    | Argos-Shimano             | m.t                       |
| 9e                        | Sergio Henao              | Colombie                  | Sky                       | m.t                       |
| 10e                       | Nicolas Roche             | Irlande                   | Saxo-Tinkoff              | m.t                       |
| modifier                  |                           |                           |                           |                           |

### Points attribués
| Sprint intermédiaire de Vedra (km 61,1) | Sprint intermédiaire de Vedra (km 61,1) | Sprint intermédiaire de Vedra (km 61,1) | Sprint intermédiaire de Vedra (km 61,1) | Sprint intermédiaire de Vedra (km 61,1) |
| --------------------------------------- | --------------------------------------- | --------------------------------------- | --------------------------------------- | --------------------------------------- |
|                                         | Coureur                                 | Pays                                    | Équipe                                  | Point(s)                                |
| 1er                                     | Alex Rasmussen                          | Danemark                                | Garmin-Sharp                            | 4                                       |
| 2e                                      | Danilo Wyss                             | Suisse                                  | BMC Racing                              | 2                                       |
| 3e                                      | Nicolas Edet                            | France                                  | Cofidis                                 | 1                                       |
| modifier                                |                                         |                                         |                                         |                                         |

| Sprint intermédiaire de Quilmas (km 148) | Sprint intermédiaire de Quilmas (km 148) | Sprint intermédiaire de Quilmas (km 148) | Sprint intermédiaire de Quilmas (km 148) | Sprint intermédiaire de Quilmas (km 148) |
| ---------------------------------------- | ---------------------------------------- | ---------------------------------------- | ---------------------------------------- | ---------------------------------------- |
|                                          | Coureur                                  | Pays                                     | Équipe                                   | Point(s)                                 |
| 1er                                      | Nicolas Edet                             | France                                   | Cofidis                                  | 4                                        |
| 2e                                       | Dennis Vanendert                         | Belgique                                 | Lotto-Belisol                            | 2                                        |
| 3e                                       | Jussi Veikkanen                          | Finlande                                 | FDJ.fr                                   | 1                                        |
| modifier                                 |                                          |                                          |                                          |                                          |

| \| Classement de l'étape \| Classement de l'étape \| Classement de l'étape \| Classement de l'étape \| Classement de l'étape \| \| --------------------- \| --------------------- \| --------------------- \| ----------------------- \| --------------------- \| \| \| Coureur \| Pays \| Équipe \| Point(s) \| \| 1er \| Daniel Moreno \| Espagne \| Katusha \| 25 \| \| 2e \| Fabian Cancellara \| Suisse \| RadioShack-Leopard \| 20 \| \| 3e \| Michael Matthews \| Australie \| Orica-GreenEDGE \| 16 \| \| 4e \| Gianni Meersman \| Belgique \| Omega Pharma-Quick Step \| 14 \| \| 5e \| Bauke Mollema \| Pays-Bas \| Belkin \| 12 \| \| 6e \| Edvald Boasson Hagen \| Norvège \| Sky \| 10 \| \| 7e \| Rinaldo Nocentini \| Italie \| AG2R La Mondiale \| 9 \| \| 8e \| Warren Barguil \| France \| Argos-Shimano \| 8 \| \| 9e \| Sergio Henao \| Colombie \| Sky \| 7 \| \| 10e \| Nicolas Roche \| Irlande \| Saxo-Tinkoff \| 6 \| \| 11e \| Alejandro Valverde \| Espagne \| Movistar \| 5 \| \| 12e \| Georg Preidler \| Autriche \| Argos-Shimano \| 4 \| \| 13e \| Grega Bole \| Slovénie \| Vacansoleil-DCM \| 3 \| \| 14e \| Serge Pauwels \| Belgique \| Omega Pharma-Quick Step \| 2 \| \| modifier \| \| \| \| \| |                      |           |                         |          |
| Classement de l'étape |                      |           |                         |          |
| | Coureur              | Pays      | Équipe                  | Point(s) |
| 1er | Daniel Moreno        | Espagne   | Katusha                 | 25       |
| 2e | Fabian Cancellara    | Suisse    | RadioShack-Leopard      | 20       |
| 3e | Michael Matthews     | Australie | Orica-GreenEDGE         | 16       |
| 4e | Gianni Meersman      | Belgique  | Omega Pharma-Quick Step | 14       |
| 5e | Bauke Mollema        | Pays-Bas  | Belkin                  | 12       |
| 6e | Edvald Boasson Hagen | Norvège   | Sky                     | 10       |
| 7e | Rinaldo Nocentini    | Italie    | AG2R La Mondiale        | 9        |
| 8e | Warren Barguil       | France    | Argos-Shimano           | 8        |
| 9e | Sergio Henao         | Colombie  | Sky                     | 7        |
| 10e | Nicolas Roche        | Irlande   | Saxo-Tinkoff            | 6        |
| 11e | Alejandro Valverde   | Espagne   | Movistar                | 5        |
| 12e | Georg Preidler       | Autriche  | Argos-Shimano           | 4        |
| 13e | Grega Bole           | Slovénie  | Vacansoleil-DCM         | 3        |
| 14e | Serge Pauwels        | Belgique  | Omega Pharma-Quick Step | 2        |
| modifier |                      |           |                         |          |

### Cols et côtes
| \| Alto Mirador de Ézaro (km 155) 3e catégorie \| Alto Mirador de Ézaro (km 155) 3e catégorie \| Alto Mirador de Ézaro (km 155) 3e catégorie \| Alto Mirador de Ézaro (km 155) 3e catégorie \| Alto Mirador de Ézaro (km 155) 3e catégorie \| \| ------------------------------------------- \| ------------------------------------------- \| ------------------------------------------- \| ------------------------------------------- \| ------------------------------------------- \| \| \| Coureur \| Pays \| Équipe \| Point(s) \| \| 1er \| Nicolas Edet \| France \| Cofidis \| 3 \| \| 2e \| Danilo Wyss \| Suisse \| BMC Racing \| 2 \| \| 3e \| Nicolas Roche \| Irlande \| Saxo-Tinkoff \| 1 \| \| modifier \| \| \| \| \| |               |         |              |          |
| Alto Mirador de Ézaro (km 155) 3e catégorie |               |         |              |          |
| | Coureur       | Pays    | Équipe       | Point(s) |
| 1er | Nicolas Edet  | France  | Cofidis      | 3        |
| 2e | Danilo Wyss   | Suisse  | BMC Racing   | 2        |
| 3e | Nicolas Roche | Irlande | Saxo-Tinkoff | 1        |
| modifier |               |         |              |          |

## Classements à l'issue de l'étape

### Classement général
| Classement général | Classement général | Classement général | Classement général | Classement général  |
|                    | Coureur            | Pays               | Équipe             | Temps               |
| ------------------ | ------------------ | ------------------ | ------------------ | ------------------- |
| 1er                | Vincenzo Nibali    | Italie             | Astana             | en 14 h 15 min 30 s |
| 2e                 | Christopher Horner | États-Unis         | RadioShack-Leopard | + 3 s               |
| 3e                 | Nicolas Roche      | Irlande            | Saxo-Tinkoff       | + 8 s               |
| 4e                 | Haimar Zubeldia    | Espagne            | RadioShack-Leopard | + 16 s              |
| 5e                 | Alejandro Valverde | Espagne            | Movistar           | + 21 s              |
| 6e                 | Robert Kišerlovski | Croatie            | RadioShack-Leopard | + 26 s              |
| 7e                 | Rigoberto Urán     | Colombie           | Sky                | + 28 s              |
| 8e                 | Daniel Moreno      | Espagne            | Katusha            | + 31 s              |
| 9e                 | Rafał Majka        | Pologne            | Saxo-Tinkoff       | + 38 s              |
| 10e                | Roman Kreuziger    | Tchéquie           | Saxo-Tinkoff       | + 42 s              |
| modifier           |                    |                    |                    |                     |

### Classement par points
| Classement par points | Classement par points | Classement par points | Classement par points | Classement par points |
| --------------------- | --------------------- | --------------------- | --------------------- | --------------------- |
|                       | Coureur               | Pays                  | Équipe                | Point(s)              |
| 1er                   | Daniel Moreno         | Espagne               | Katusha               | 48 points             |
| 2e                    | Nicolas Roche         | Irlande               | Saxo-Tinkoff          | 38 pts                |
| 3e                    | Alejandro Valverde    | Espagne               | Movistar              | 37 pts                |
| modifier              |                       |                       |                       |                       |

### Classement du meilleur grimpeur
| Classement du meilleur grimpeur | Classement du meilleur grimpeur | Classement du meilleur grimpeur | Classement du meilleur grimpeur | Classement du meilleur grimpeur |
| ------------------------------- | ------------------------------- | ------------------------------- | ------------------------------- | ------------------------------- |
|                                 | Coureur                         | Pays                            | Équipe                          | Point(s)                        |
| 1er                             | Nicolas Roche                   | Irlande                         | Saxo-Tinkoff                    | 11 points                       |
| 2e                              | Daniel Moreno                   | Espagne                         | Katusha                         | 6 pts                           |
| 3e                              | Domenico Pozzovivo              | Italie                          | AG2R La Mondiale                | 4 pts                           |
| modifier                        |                                 |                                 |                                 |                                 |

### Classement du combiné
| Classement du combiné | Classement du combiné | Classement du combiné | Classement du combiné | Classement du combiné |
| --------------------- | --------------------- | --------------------- | --------------------- | --------------------- |
|                       | Coureur               | Pays                  | Équipe                | Point(s)              |
| 1er                   | Nicolas Roche         | Irlande               | Saxo-Tinkoff          | 6 points              |
| 2e                    | Christopher Horner    | États-Unis            | RadioShack-Leopard    | 11 pts                |
| 3e                    | Daniel Moreno         | Espagne               | Katusha               | 11 pts                |
| modifier              |                       |                       |                       |                       |

### Classement par équipes
| Classement par équipes | Classement par équipes | Classement par équipes | Classement par équipes |
|                        | Équipe                 | Pays                   | Temps                  |
| ---------------------- | ---------------------- | ---------------------- | ---------------------- |
| 1re                    | RadioShack-Leopard     | Luxembourg             | en 41 h 47 min 1 s     |
| 2e                     | Saxo-Tinkoff           | Danemark               | + 5 s                  |
| 3e                     | Belkin                 | Pays-Bas               | + 1 min 10 s           |
| modifier               |                        |                        |                        |